# Syringodium isoetifolium
Syringodium isoetifolium — це вид квіткової рослини родини Cymodoceaceae, що росте під водою в морських середовищах існування. Він утворює луки морської трави на неглибоких піщаних або мулистих місцях в Індійському та Тихому океанах.

## Опис
Syringodium isoetifolium може виростати в довжину до 50 см в насадженнях окремого виду, але може досягати лише 5–10 см, коли росте з іншими видами морської трави. Рослина має тонкі підземні кореневища, які через проміжки пускають вгору пагони. Пагони вкриті піхвою біля основи і кожен складається з двох-трьох порожнистих трубчастих листків з гладкими загостреними кінчиками. У тихій воді пагони можуть бути довгими і гіллястими. Суцвіття — щиток, чоловічі та жіночі квітки розташовані на окремих рослинах. Плоди — дрібні тверді дзьобисті горішки. Рослина дещо крихка; листя можуть плавати, коли вони відламуються, і так само можуть плавати головки насіння, часто плаваючи далеко від початкового місця до того, як насіння проросте.

## Екологія
Ця морська трава чутлива до дефіциту світла та зниження солоності середовища. Під час великої повені в Квінсленді половина морських трав була втрачена в мілководній досліджуваній зоні в Мортон-Бей, Syringodium isoetifolium майже повністю зник, тоді як Zostera muelleri та інші види морських трав вижили, відносно не постраждали. Інше австралійське дослідження вивчало ймовірність того, що Syringodium isoetifolium стане інвазивним, якщо його ареал зміниться в результаті зміни клімату. У цьому експерименті невелика ділянка Syringodium isoetifolium була створена в тропічній припливно-відливній зоні, і територія, вкрита рослиною, збільшилася в розмірі на 800% за п’ятнадцять років, переважно через клональне зростання.
Дослідження
Морське забруднення спричиняє значні економічні збитки від організмів, що ростуть на корпусах кораблів, трубопроводах та інших занурених у воду спорудах. Морські трави розвинули механізми захисту від таких епібіонтів, і на них росте небагато обростаючих організмів. Метанольний екстракт Syringodium isoetifolium був оцінений як природний засіб проти обростання. Було виявлено, що він пригнічує ріст мікроводоростей і бактерій біоплівки, а також ліманки Patella vulgata і бурої мідії Perna perna, які спричиняють забруднення моря. Екстракт не був токсичним для соляних креветок і показав надію як агент для заміни токсичних хімікатів, які використовувалися історично.